# Erdmann Spies

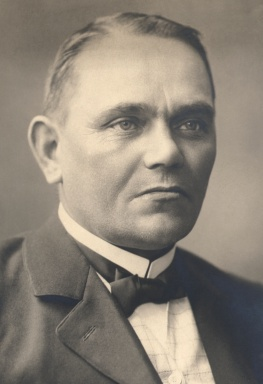
Erdmann Spies

Erdmann Spies (geboren 18. November 1862 in Döllnitz (Odolenovice), Böhmen, Kaisertum Österreich; gestorben 21. Mai 1938 ebenda) war ein österreichischer Politiker der Deutschen Nationalpartei (DnP).

## Ausbildung und Beruf
Nach dem Besuch der Volksschule wurde er Landwirt.

## Politische Funktionen
- 1907–1918: Abgeordneter des Abgeordnetenhauses im Reichsrat (XI. und XII. Legislaturperiode), Wahlbezirk Böhmen 119, Deutscher Nationalverband (Deutsche Agrarpartei)
- 1908–1913: Abgeordneter zum Böhmischen Landtag
- Senator im tschechoslowakischen Parlament
- Mitglied des Gemeindevorstandes von Döllnitz
- Obmann der Petschauer Bezirksvertretung
- Delegierter des Landeskulturrates

## Politische Mandate
- 21. Oktober 1918 bis 16. Februar 1919: Mitglied der Provisorischen Nationalversammlung, DnP